# Oxycheilinus
Oxycheilinus is een geslacht van straalvinnige vissen uit de familie van de lipvissen (Labridae). Het geslacht is voor het eerst wetenschappelijk beschreven in 1863 door Gill.

## Soorten
De volgende soorten zijn bij het geslacht ingedeeld:
- Oxycheilinus arenatus (Valenciennes, 1840)
- Oxycheilinus bimaculatus (Valenciennes, 1840)
- Oxycheilinus celebicus (Bleeker, 1853)
- Oxycheilinus digramma (Lacépède, 1801)
- Oxycheilinus lineatus (Randall, Westneat & Gomon, 2003)
- Oxycheilinus mentalis (Rüppell, 1828)
- Oxycheilinus nigromarginatus (Randall, Westneat & Gomon, 2003)
- Oxycheilinus orientalis (Günther, 1862)
- Oxycheilinus rhodochrous (Günther, 1867)
- Oxycheilinus unifasciatus (Streets, 1877)